# Une fille nommée Apache
Pour plus de détails, voir Fiche technique et Distribution.
Une fille nommée Apache (Una donna chiamata Apache) est un western spaghetti italien réalisé par Giorgio Mariuzzo (it) et sorti en 1976.

## Synopsis
Un jeune officier de cavalerie du nom de Tommy prend en charge (d'abord involontairement) une jeune Apache rescapée d'un massacre. Sur le chemin de Fort Cobb, une relation d'abord respectueuse puis amoureuse se développe entre eux. Ils doivent se défendre contre de nombreuses personnes - un fermier fidèle à la Bible mais incestueux, un homme d'affaires et divers bandits de grand chemin. Ces derniers finissent par capturer Sunsirahè, la femme apache, la violent et la tuent. Tommy s'échappe, mais ne survit pas longtemps.

## Fiche technique
- Titre français : Une fille nommée Apache ou Une femme nommée Apache [1]
- Titre original anglais : Una donna chiamata Apache[2],[3],[4],[5]
- Réalisation : Giorgio Mariuzzo (it) (sous le nom de « George McRoots »)
- Scénario : Chris Bryant (en), Allan Scott
- Photographie : Sergio Rubini
- Montage : Mario Morra
- Musique : Roberto Donati, Fiamma Maglione (sous le nom de « Budy Maglione »)
- Production : Enzo Doria, Mino Loy
- Société de production : National Cinematografica, Zenith Cinematografica
- Pays de production :  Italie
- Langue originale : italien
- Format : couleurs par Technospes - 1,85:1 - Son mono
- Genre : western spaghetti
- Durée : 93 minutes
- Date de sortie :
  - Italie : 10 décembre 1976
  - France : 1er mars 1978

## Distribution
- Al Cliver : Tommy
- Clara Hopf (sous le nom de « Yara Kewa ») : Sunsirahè, une fille nommée Apache
- Federico Boido (sous le nom de « Rick Boyd ») : Keith
- Corrado Olmi : L'honnête Jérémy
- Rocco Oppedisano (sous le nom de « Roque Oppedisano ») : Frankie
- Piero Mazzinghi (sous le nom de « Peter MacSing ») : Masters, le pasteur
- Ely Galleani : La fille de Masters
- Enrico Chiappafreddo (sous le nom de « Henry Kalter ») : Palmer
- Nadir Brown : Indien
- Raul Cabrera : le frère de Sunsirahès
- Frank Warner : un fils de Masters
- Robert Thomas : un fils de Masters
- Eugene Bertil : Sergent
- Mario Maranzana : Serpent